# روژه ژوو
روژه ژوو (فرانسوی: Roger Jouve‎؛ زادهٔ ۱۱ مارس ۱۹۴۹) بازیکن فوتبال اهل فرانسه بود.
از باشگاه‌هایی که در آن بازی کرده‌است می‌توان به باشگاه فوتبال استراسبورگ و باشگاه فوتبال نیس اشاره کرد.
وی همچنین در تیم ملی فوتبال فرانسه بازی کرده‌است.